# Dicranocephalus medius
Dicranocephalus medius, auch Kleine Wolfsmilchwanze genannt, ist eine Wanze aus der Familie der Stenocephalidae.

## Merkmale
Die Wanzen werden 8,6 bis 11,4 Millimeter lang. Die braun gefärbten Tiere mit beiger Musterung sind schwer von Dicranocephalus agilis und Dicranocephalus albipes zu unterscheiden. Sie sind etwas kleiner als Dicranocephalus agilis und haben einen weniger langgestreckten Körper. Von Dicranocephalus albipes unterscheiden sich die beiden anderen Arten durch feine Knötchen zwischen den Flügeladern auf den Membranen der Hemielytren. Bei Dicranocephalus albipes sind diese Zwischenräume komplett glatt. Dicranocephalus medius und Dicranocephalus agilis kann man anhand der Färbung des ersten Glieds ihrer Fühler unterscheiden. Bei ersterer Art befindet sich innen ein schmaler schwarzer Ring, auf den ein mittelgroßer weißer, ein bräunlicher und wiederum ein mittelgroßer weißer Ring folgt. Am Ende des ersten Fühlergliedes befindet sich schließlich ein breiter schwarzer Ring, sodass die Färbung insgesamt ungleichmäßig erscheint. Bei der ähnlichen Art folgen auf dem ersten Fühlerglied nach einem schmalen schwarzen Ring zwei gleich große weiße und schwarze Ringe, sodass die Fühler gleichmäßig gefärbt wirken.

## Verbreitung und Lebensraum
Die Art ist von Mittel- und Südeuropa östlich über Kleinasien und das Kaukasusgebiet bis Zentralasien verbreitet. Sie kommt in Deutschland besonders im Süden und Osten vor und fehlt im nordwestlichen Tiefland. In Österreich ist sie aus allen Bundesländern nachgewiesen. Sie ist nicht häufig. In Großbritannien ist die Art wie auch Dicranocephalus agilis selten und in ihrem Vorkommen auf den Süden und Südwesten beschränkt. Besiedelt werden trockene, warme, offene Lebensräume.

## Lebensweise
Die Tiere unterscheiden sich in ihrer Lebensweise und Entwicklung nicht von Dicranocephalus agilis und Dicranocephalus albipes, tolerieren aber offenbar auch etwas weniger hohe Temperaturen als diese Arten. Sie ernähren sich von Wolfsmilch (Euphorbia) und leben überwiegend am Boden. Die Weibchen legen ihre Eier im Mai und Juni einzeln an den Blütenständen der Nahrungspflanzen ab. Adulte Tiere der neuen Generation findet man ab Mitte August, selten auch früher. Pro Jahr wird eine Generation ausgebildet.

## Belege